# 농

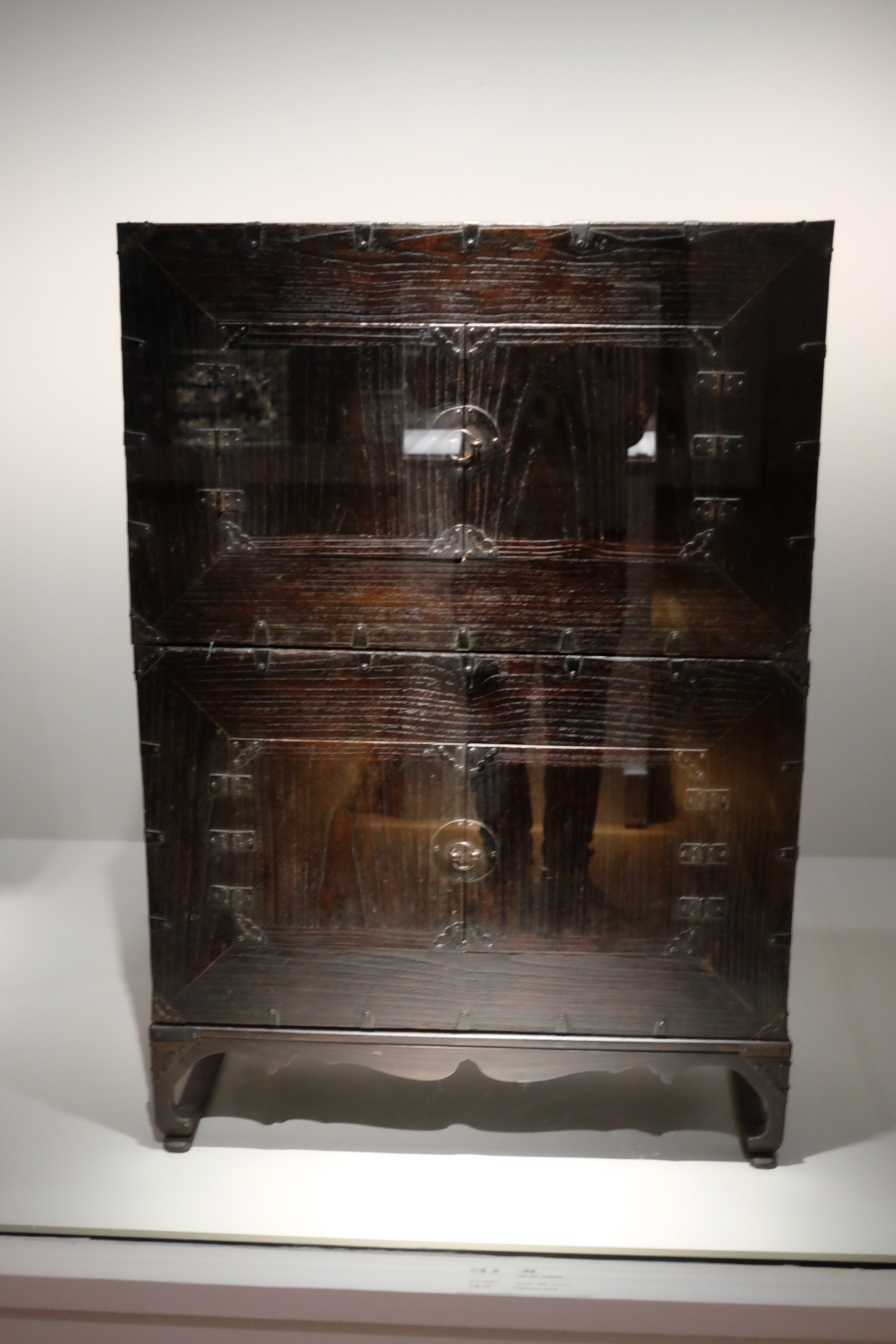
2층 농, 조선, 19세기, 오동나무, 이화여자대학교 박물관

농(籠)은 옷이나 그릇 등을 보관하던 가구의 일종이다. 장과 달리 층이 구별되는 특징이 있다. 본래 상자를 포갠 형태에서 발전된 것으로 보인다. 제작 방식에 따라, 판형과 기둥형으로 구분된다.  

## 같이 보기
- 장 (가구)